# Hitterdal
Hitterdal és una població dels Estats Units a l'estat de Minnesota. Segons el cens del 2000 tenia 201 habitants.

## Demografia
Segons el cens del 2000, Hitterdal tenia 201 habitants, 86 habitatges, i 57 famílies. La densitat de població era de 95,8 habitants per km².
Dels 86 habitatges en un 29,1% hi vivien nens de menys de 18 anys, en un 55,8% hi vivien parelles casades, en un 3,5% dones solteres, i en un 33,7% no eren unitats familiars. En el 30,2% dels habitatges hi vivien persones soles el 17,4% de les quals corresponia a persones de 65 anys o més que vivien soles. El nombre mitjà de persones vivint en cada habitatge era de 2,34 i el nombre mitjà de persones que vivien en cada família era de 2,89.
Per edats la població es repartia de la següent manera: un 25,4% tenia menys de 18 anys, un 8,5% entre 18 i 24, un 21,9% entre 25 i 44, un 26,4% de 45 a 60 i un 17,9% 65 anys o més.
L'edat mediana era de 42 anys. Per cada 100 dones de 18 o més anys hi havia 105,5 homes.
La renda mediana per habitatge era de 32.500 $ i la renda mediana per família de 35.625 $. Els homes tenien una renda mediana de 33.125 $ mentre que les dones 19.375 $. La renda per capita de la població era de 13.737 $. Entorn del 17,2% de les famílies i el 12,3% de la població estaven per davall del llindar de pobresa.

## Poblacions més properes
El següent diagrama mostra les poblacions més properes.